# Cocconotus carmelitae
Cocconotus carmelitae is een rechtvleugelig insect uit de familie sabelsprinkhanen (Tettigoniidae). De wetenschappelijke naam van deze soort is voor het eerst geldig gepubliceerd in 1927 door Hebard.